# Tarenna limbata
Tarenna limbata är en måreväxtart som först beskrevs av Otto Stapf, och fick sitt nu gällande namn av Cornelis Eliza Bertus Bremekamp. Tarenna limbata ingår i släktet Tarenna och familjen måreväxter. Inga underarter finns listade i Catalogue of Life.